# Palacio Colón

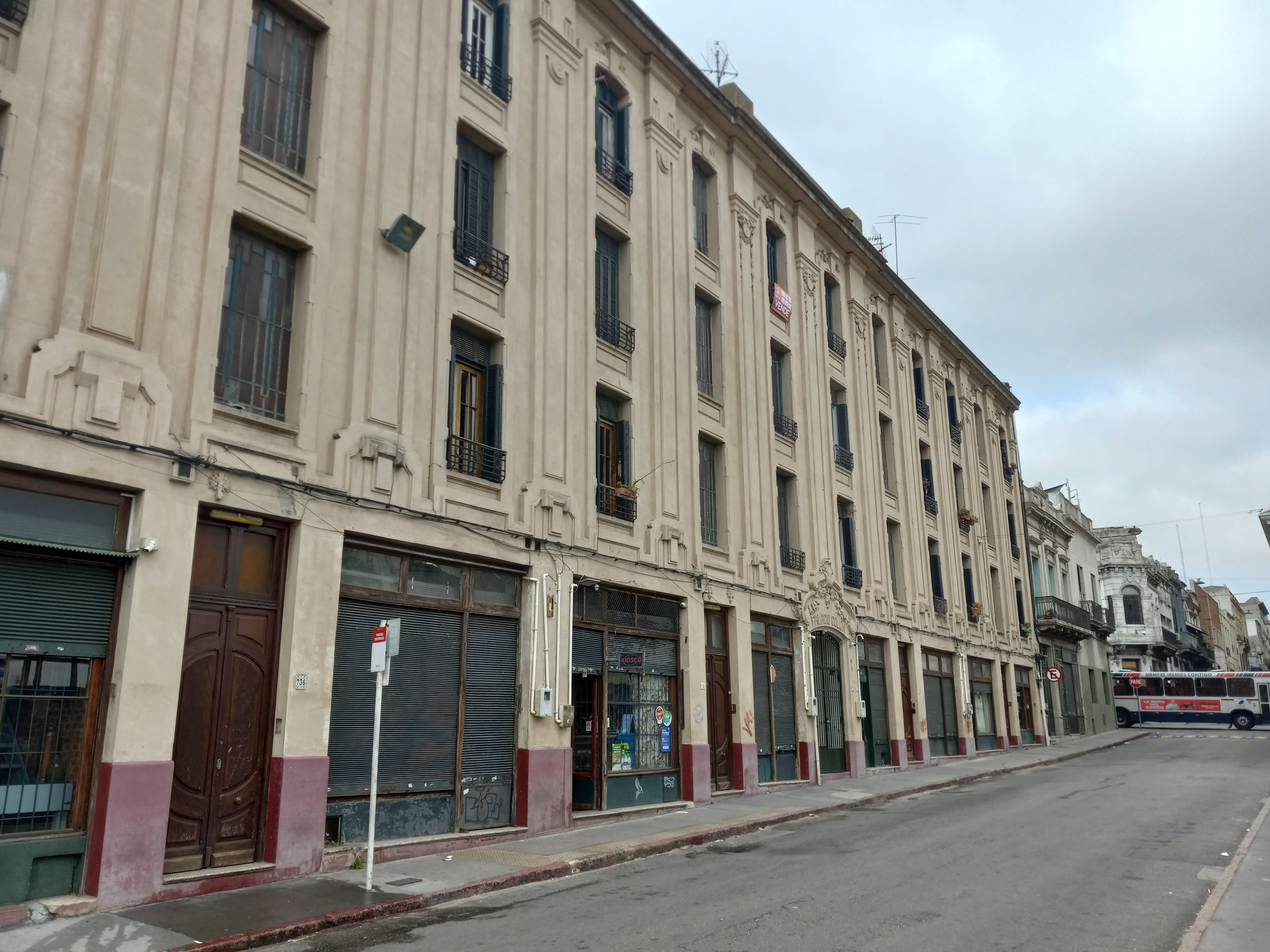

Der Palacio Colón ist ein Bauwerk in der uruguayischen Landeshauptstadt Montevideo.
Das in den Jahren 1911 bis 1912 errichtete, ursprünglich unter der Bezeichnung Grupo Nº 6 Casas Rossell y Rius bekannte Gebäude befindet sich in der Ciudad Vieja an der Calle Cerrito 714-726 zwischen den Straßen Ciudadela und Juncal. Das Gebäude entstand unter Leitung Alberto Brignonis. Der vierstöckige über eine Grundfläche von 1693 m² verfügende, 15 Meter hohe Palacio Colón ist als Appartement-Wohn- und Geschäftshaus konzipiert und beinhaltet 88 Wohneinheiten.